# Chiasmognathus aegyptiacus
Chiasmognathus aegyptiacus – gatunek błonkówki z rodziny pszczołowatych.

## Zasięg występowania
Bliski Wschód, notowany w Egipcie oraz Izraelu (okolice Jerycha i pustynia Negew).

## Biologia i ekologia
Żywiciele nie są znani. Znajdowana w gniazdach smuklikowatych z rodzaju Nomioides (łusareczek).